# Mars (Gard)
Mars korábbi [[Franciaország községei|község] Franciaországban, Gard megyében. Lakosainak száma 171 fő (2018. január 1.). Mars Aumessas, Bez-et-Esparon és Bréau-et-Salagosse községekkel határos.
2019. január 1-jén Bréau-et-Salagosse korábbi községgel egyesült és az így létrejött Bréau-Mars új község része lett.

## Népesség
A település népességének változása:
| Lakosok száma | 59   | 48   | 71   | 162  | 174  | 172  | 180  | 189  | 176  | 171  |
|               | 1968 | 1975 | 1982 | 1999 | 2006 | 2011 | 2013 | 2016 | 2017 | 2018 |